# Catherina Caballero-George
Catherina Caballero-George (Chiriquí, 1975) es farmacóloga panameña, investigadora y coordinadora del Centro de Innovación y Transferencia de Tecnología y directora de la Oficina de Manejo de la Propiedad Intelectual del Instituto de Investigaciones Científicas y Servicios de Alta Tecnología, -INDICASAT-AIP.  En el año 2020 consiguió la primera patente para esta institución (US10857166B); una mezcla de sustancias químicas de la planta guarumo con potencial uso contra la hipertensión. 

## Biografía
Estudió Farmacia en la Universidad de Panamá e hizo su tesis en el Centro de Investigaciones Farmacognósticas de la Flora Panameña con los doctores Mahabir P. Gupta y Pablo Solís, pioneros en Panamá de la investigación de plantas para uso medicinal.  
En 1997 fue una de las ganadoras del primer grupo de becas de excelencia, otorgadas por el Instituto de Formación y Aprovechamiento de Recursos Humanos, y la Secretaría Nacional de Ciencia,Tecnología e Innovación, SENACYT Panamá. Realizó su doctorado en la Universidad de Amberes, Bélgica, en el área de farmacognosia.  
A su regreso a Panamá trabajó con el Instituto Smithsonian de Investigaciones Tropicales en un proyecto relacionado con bioprospección. Aplicó a un fondo de financiamiento de SENACYT, que le dio la oportunidad de establecer su laboratorio y ubicarse en INDICASAT-AIP, donde ha desarrollado la mayor parte de su carrera. 
Hizo un inventario de hongos asociados a esponjas marinas, algunos con posibilidades de desarrollarse como agentes anti-hipertensivos. En este proyecto, trabajó con micólogos de Panamá y Estados Unidos. No existía un inventario de ese tipo de organismos.

## Premios y reconocimientos
Ganó en el año 2011 el Premio Joven Científico de la Academia Mundial de Ciencias (TWAS) de la Asociación Panameña para el Avance de la Ciencia (APANAC) por su trabajo en farmacología marina de productos naturales.
Es investigadora Distinguida en el Sistema Nacional de Investigación de Panamá.

## Algunas publicaciones
Sus obras han sido ampliamente citadas en su área de conocimiento entre las que destacan:
- Rivera-Mondragón A, Ortíz OO, Gupta MP, Caballero-George C. (2021). Evaluación farmacognóstica de diez especies de importancia medicinal de Cecropia: conocimiento actual y perspectivas terapéuticas. Planta Médica. Aug;87(10-11):764-779. Doi: 10.1055/a-1495-9785.[6]

- Caballero, George, Catherina (2018). Productos Naturales y Salud Cardiovascular. CRC Press.